# Carlia coensis
Carlia coensis är en ödleart som beskrevs av  Mitchell 1953. Carlia coensis ingår i släktet Carlia och familjen skinkar. Inga underarter finns listade.